# Kế (nước)
Kế, trong lịch sử Trung Quốc, là một tiểu quốc chư hầu, tồn tại từ thời kỳ nhà Thương cho tới giữa thời kỳ Xuân Thu, với lãnh thổ nằm trong khu vực ngày nay là Bắc Kinh.